# Te Deum (Berlioz)
Pour les articles homonymes, voir Te Deum (homonymie).

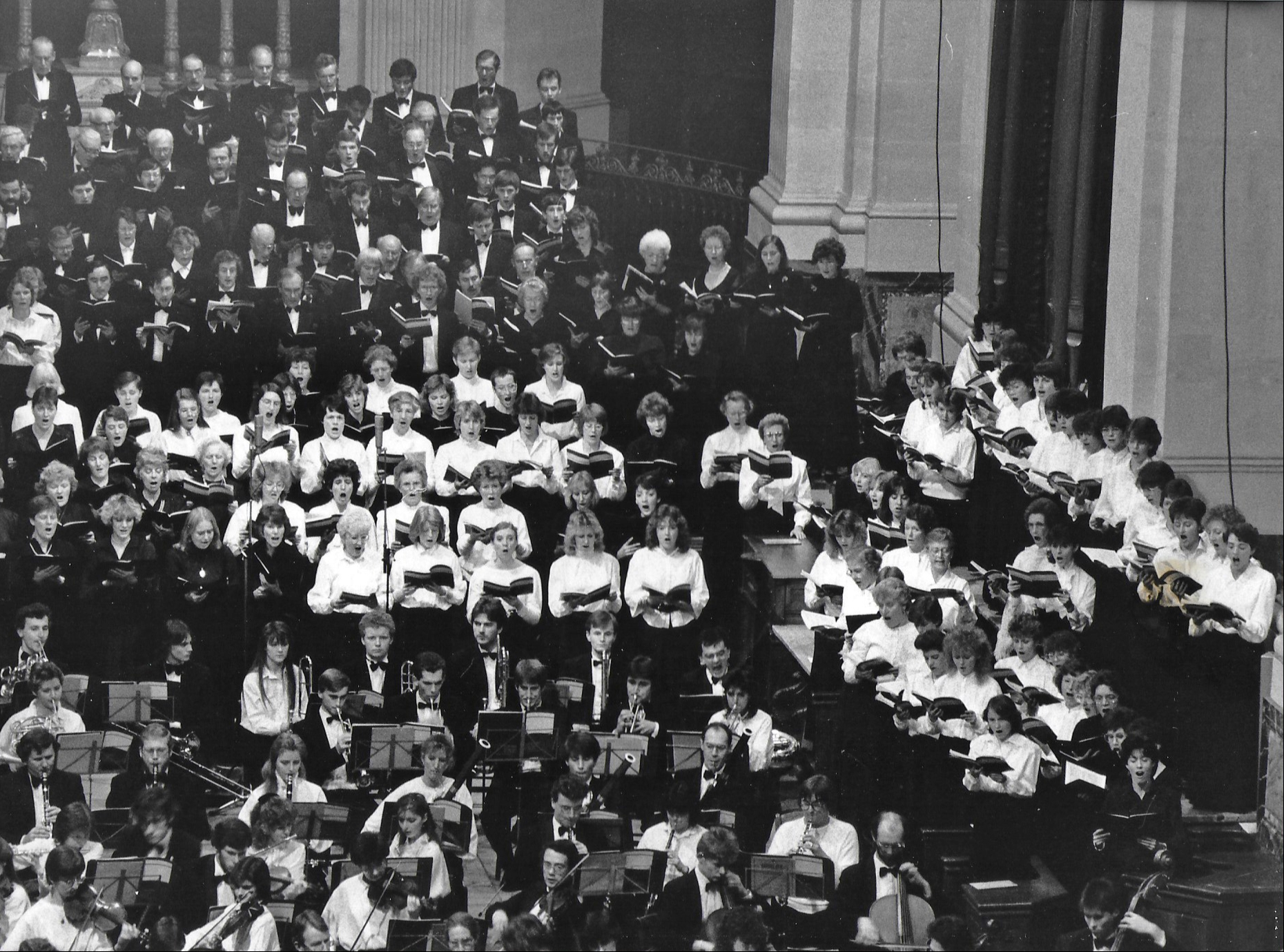
Te Deum de Berlioz à Eglise St Roch, Paris en 1986

Le Te Deum, op. 22 / H 118, composé en 1849, est l'une des œuvres les plus monumentales d'Hector Berlioz. S'il nécessite un orchestre moins important que la Grande messe des morts, le recours à l'orgue compense cette relative diminution du nombre des instrumentistes. L'œuvre dure environ cinquante minutes et utilise le texte latin du Te Deum, auquel Berlioz a apporté quelques changements pour obtenir plus d'effets dramatiques. La partition est dédiée au prince Albert de Saxe-Cobourg-Gotha, l'époux de la reine Victoria. La première audition eut lieu le 30 avril 1855 à l'église Saint-Eustache, à Paris, sous la direction du compositeur.

## Composition
Le Te Deum fut d'abord conçu comme le climax d'une grande symphonie en l'honneur de Napoléon Bonaparte. Une partie de la partition provient de sa Messe solennelle de 1824 (Berlioz pensait en avoir détruit tous les exemplaires, mais une copie a été retrouvée en 1991).

## Structure

### Orchestration
Les mouvements avec chœurs du Te Deum sont écrits pour :
| - 4 flûtes - 4 hautbois (dont un doublant le cor anglais) - 4 clarinettes (dont une doublant la clarinette basse) - 4 bassons - 4 cors - 2 trompettes | - 2 cornets à pistons - 6 trombones - 2 ophicléides/tubas - Timbales - 4 grosses caisses ténors - Grosse caisse basse | - Cymbales - Ténor solo - 2 grands chœurs mixtes (de 100 chanteurs chacun) - 1 chœur d'enfants (de 600 chanteurs) - Cordes - Orgue |

L'orchestration est différente pour la partie sans chœurs. Le Prélude requiert un piccolo et six caisses claires, la Marche un saxhorn piccolo et douze harpes.

### Mouvements
Si on laisse de côté le Prélude et la Marche, moins souvent exécutés, le Te Deum est composé de six mouvements, appelés par Berlioz, selon le cas, hymne ou prière, excepté le dernier, qui a les deux dénominations :
1. Te Deum (Hymne)
2. Tibi omnes (Hymne)
3. Dignare (Prière)
4. Christe, Rex gloriae (Hymne)
5. Te ergo quaesumus (Prière)
6. Judex crederis (Hymne et prière)

## Discographie sélective
| Direction          | Orchestre                                  | Chœurs                                                                                | Ténor             | Orgues             | Label          | Année     |
| ------------------ | ------------------------------------------ | ------------------------------------------------------------------------------------- | ----------------- | ------------------ | -------------- | --------- |
| Sir Thomas Beecham | Royal Philharmonic Orchestra               | Dulwich College Boys Choir, London Philharmonic Choir                                 | Alexander Young   | Denis Vaughan      | CBS Cascavelle | 1953 2019 |
| Colin Davis        | London Symphony Orchestra                  | London Symphony Chorus                                                                | Franco Tagliavini | Nicholas Kynaston  | Philips        | 1969      |
| Daniel Barenboim   | Orchestre de Paris                         | Chœur de l'Orchestre de Paris Maitrise de la Résurrection / Choeur d'enfants de Paris | Jean Dupouy       | Jean Guillou       | Sony           | 1977 2019 |
| Claudio Abbado     | Orchestre des jeunes de l'Union européenne | London Symphony Chorus, London Philharmonic Choir, Woburn Singers                     | Francisco Araiza  | Martin Haselböck   | DG             | 1982      |
| Eliahu Inbal       | Orchestre symphonique de la Radio de Hesse | Frankfurt Vocal Ensemble                                                              | Keith Lewis       | Matthias Eisenberg | Denon          | 1990      |
| Jean-Pierre Loré   | Orchestre français d'oratorio              | Chœur français d'oratorio                                                             | Tibère Raffalli   | Pierre Pincemaille | EROL           | 1991      |
| Colin Davis        | Dresden Staatskapelle                      | Dresden Singakademie                                                                  | Stuart Neil       | Hans-Dieter Schöne | Profil         | 1998      |
| John Nelson        | Orchestre de Paris                         | Orchestre de Paris Chorus, Children's Choir of the European Union                     | Roberto Alagna    | Marie-Claire Alain | Virgin         | 2001      |

## Sources
- (en) Cet article est partiellement ou en totalité issu de l’article de Wikipédia en anglais intitulé « Te Deum (Berlioz) » (voir la liste des auteurs).